# 스파다궁

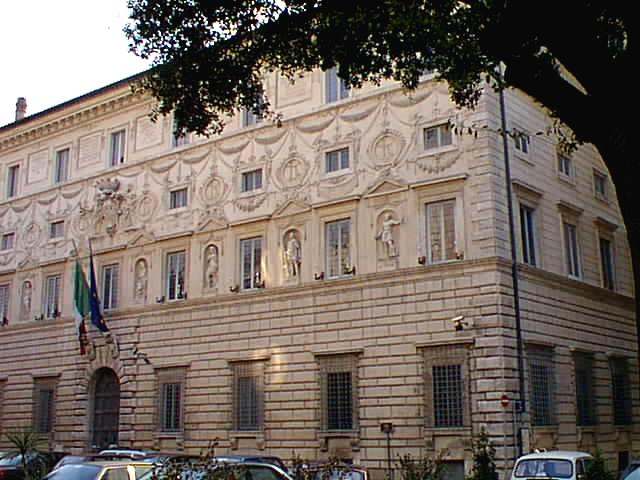
스파다 궁전의 외관.

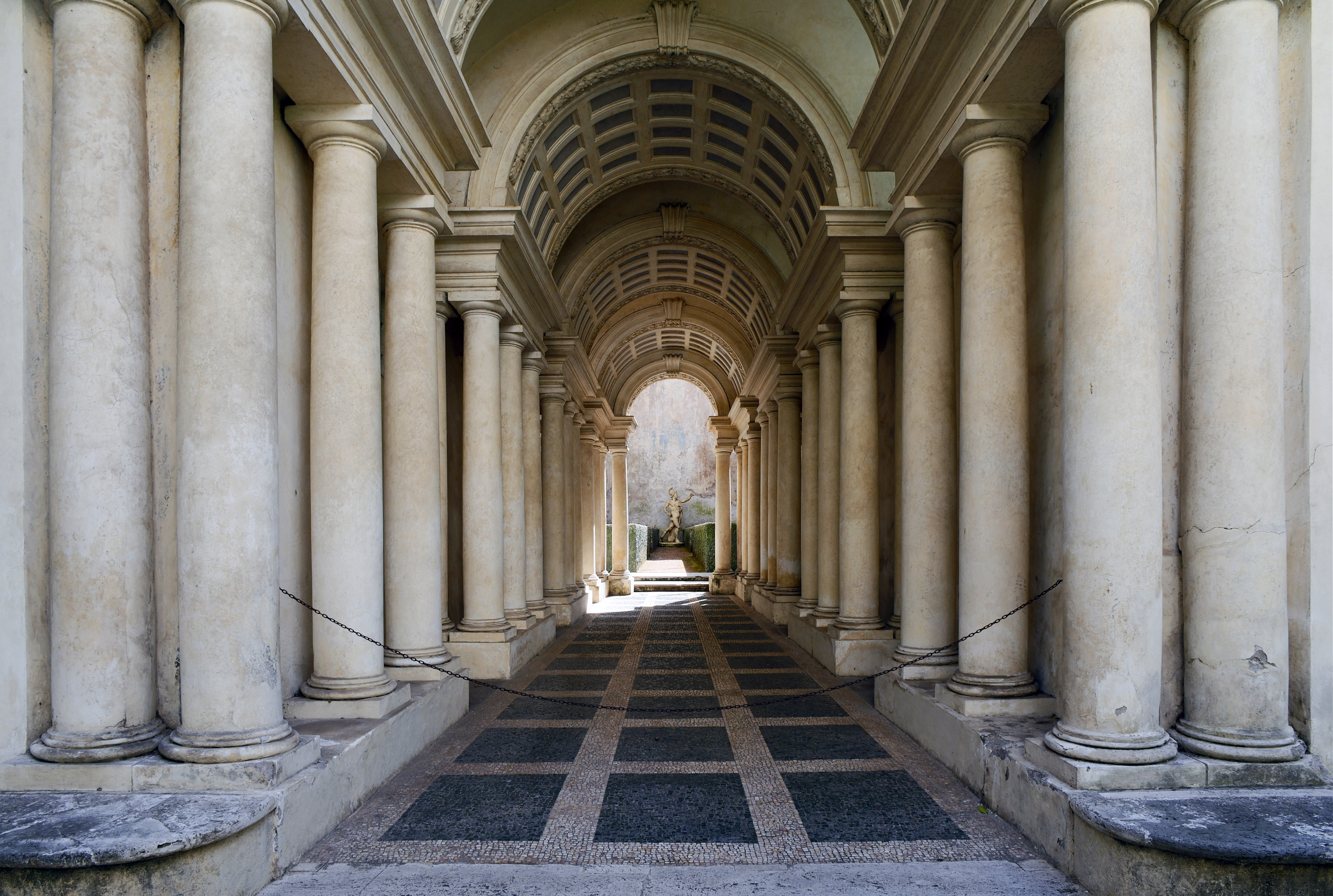
프란체스코 보로미니 작품의 트롱프뢰유 벽화와 회화관. 보기와 달리 복도의 거리는 매우 짧고, 조각상의 크기도 매우 작다.

스파다궁(이탈리아어: Palazzo Spada)은 로마에 있는 궁전 가운데 하나로, 내부에는 화려한 예술품들을 수집한 스파다 회화관(Galleria Spada)이 있다. 수집품은 원래 17세기에 베르나르디노 스파다 추기경이 모아 정리한 것으로 그의 조카 아들인 파브리치오 스파다(1643-1717)와 비르지니오 스파다(1596-1662) 추기경들이 추가로 수집하였다. 스파다궁은 피아자 카포 디 페로 13의 리오네 레골라에 자리 잡고 있으며, 정원은 테베레강과 직면해 있으며, 파르네세궁에 인접해 있다.
스파다궁은 원래 1540년 지롤라모 카포디페로 추기경을 위해 지어진 것이다. 카살레몬페라토의 바르톨로메오 바로니노가 건축가였으며, 줄리오 마초니와 팀을 이루어 궁전 안팎에 사치스러운 치장 벽토 세공 장식을 하였다. 스파다궁은 1632년 스파다 추기경이 사들였다.
스파다 추기경은 프란체스코 보로미니에게 자신을 위해 궁전을 고쳐줄 것을 요청하였다. 추기경의 요청을 받아들인 보로미니는 아치가 이어져 있는 안뜰을 원근법을 이용한 속임수인 트롱프뢰유라는 걸작을 창안하였다. 트롱프뢰유 저편에는 60cm 높이의 등신상과 더불어 눈으로 봤을 때, 줄지어 늘어선 기둥들이 갈수록 작아지고 바닥은 위로 솟아오른 듯한 인상을 주어, 실제로는 8미터에 불과한 회화관의 길이를 37미터로 보이도록 하는 착시 현상을 불러 일으킨다. 보로미니가 원근법을 이용하여 눈속임을 만들어낼 수 있었던 데는 한 수학자의 도움이 컸다.
궁전 정면에 있는 타성적인 치장 벽토 조각 장식과 외관의 특징적인 조각상들은 벽감 안에 가득 채워져 있으며, 중2층(中二層)의 작은 창틀 사이에는 과일과 꽃 장식, 덩굴무늬 등이 얕은 돋을새김으로 장식되어 있다. 이는 로마에서 가장 호화로운 16세기 이탈리아 예술 형태의 외관이라고 할 수 있다.

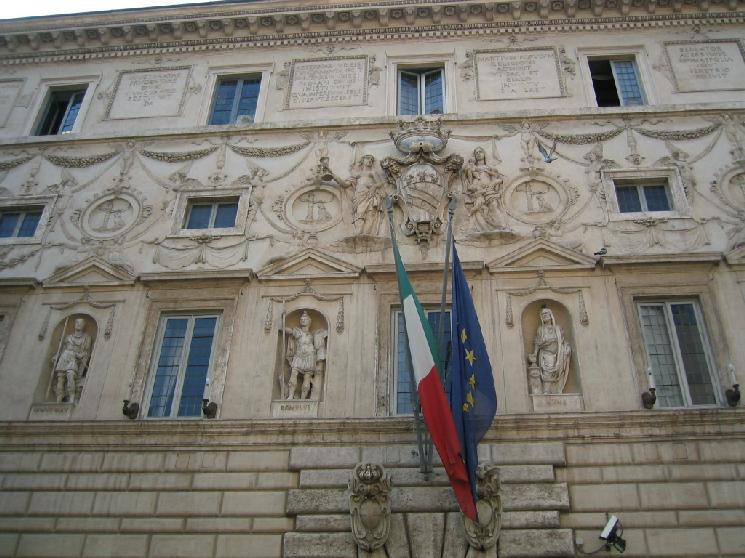
근접 촬영한 외관.

거대한 폼페이우스 조각상은 1552년 두 로마 가옥을 사이의 경계벽 밑에 발견되기 전까지 율리우스 카이사르의 발밑에 무너져 굴렀다는 잘못된 인식이 있었다. 조각상은 양측의 요구로 목이 잘릴 운명이었지만, 이 사실을 알고 경악한 카포디페로 추기경은 조각상을 구하고자 교황 율리오 3세에게 도움을 요청하였다. 그리하여 교황은 그 조각상을 사들여서 그것을 다시 추기경에게 주었다.
16-17세기 화가들인 안드레아 델 사르토, 귀도 레니, 티치아노, 얀 브뤼헐 더 아우더, 구에르치노, 후벵스, 뒤러, 카라바조, 도메니키노, 카라치, 살바토르 로사, 파르미자노, 프란체스코 솔리메나, 미켈란젤로 체르쿠오치, 피에트로 테스타, 잠바티스타 가울리 등의 작품들이 소장된 회화관 네 곳을 갖춘 스파다 추기경의 전시관은 17세기 양식으로 비스듬히 걸린 큰 그림들 위에 작은 그림들을 줄지어 배치함으로써 방문객들의 흥미를 더해준다.
스파다궁은 1927년에 이탈리아 정부가 사들여 이탈리아 정부 위원회 관사로 사용하고 있으며, 호화로운 프레스코화와 치장 벽토 세공으로 장식한 방들이 즐비하다.